# Pontsho Moloi
Pontsho Moloi (Gaborone, 28 de novembro de 1981) é um futebolista botsuanense que atua como atacante.

## Carreira
Pontsho Moloi representou o elenco da Seleção Botsuanense de Futebol no Campeonato Africano das Nações de 2012.